# Liste antiker Ortsnamen und geographischer Bezeichnungen/Ul
| Lateinischer Name | Griechischer Name | Beschreibung                    | Heute                | Quellen und Verweise | Lage |
| ----------------- | ----------------- | ------------------------------- | -------------------- | -------------------- | ---- |
| Ulcaei Lacus      |                   |                                 |                      | Smith;               |      |
| Ulcisia Castra    |                   | siehe Castra Constantia         |                      |                      |      |
| Ulia              |                   |                                 |                      | Smith;               |      |
| Uliarus Insula    |                   |                                 |                      | Smith;               |      |
| Ulizibera         |                   |                                 |                      | Smith;               |      |
| Ulla              | Οὐΐα (Ouia)       | Fluss in Hispania Tarraconensis | Río Ulla in Galizien | Smith;               |      |
| Ulmanetes         |                   |                                 |                      | Smith;               |      |
| Ulmi              |                   |                                 |                      | Smith;               |      |
| Ulmus             |                   | Ort in Moesia superior          |                      | Smith;               |      |
| Ulpianum          |                   |                                 |                      | Smith;               |      |
| Ulterior Portus   |                   |                                 |                      | Smith;               |      |
| Ulubrae           |                   |                                 |                      | Smith;               |      |